# Royaume de Yougoslavie
1929–1941/1945
Entités précédentes :
- Royaume des Serbes, Croates et Slovènes

Entités suivantes :
- État indépendant de Croatie (1941)
- Gouvernement de salut national de Serbie (1941)
- Gouvernorat italien du Monténégro (1941)
- Reich allemand (1941)
- Italie fasciste (1941)
- Royaume de Hongrie (1941)
- Royaume albanais (1941)
- Royaume de Bulgarie (1941)
- République fédérative populaire de Yougoslavie (1945)

Le royaume de Yougoslavie est une ancienne monarchie des Balkans, gouvernée par la famille des Karađorđević, qui exista de la fin de 1929 (date à laquelle elle remplaça le royaume des Serbes, Croates et Slovènes) jusqu'à la Seconde Guerre mondiale.
Il comprenait les territoires des actuels États de Bosnie-Herzégovine, de Serbie, du Monténégro et de Macédoine du Nord ainsi que la majeure partie des actuelles républiques de Slovénie et de Croatie.

## Histoire
Lors de la formation du royaume unifié en 1918, le pays connaît d'abord un régime de monarchie constitutionnelle, mais des tensions interviennent rapidement. Dès 1920, le prince héritier (en) et régent du royaume (en) Alexandre avait jugé utile de dissoudre le Parti communiste. Un an après, il monte sur le trône sous le nom d'Alexandre Ier.
En 1928, le président et fondateur du Parti paysan croate, Stjepan Radić, est assassiné en plein parlement par un député monténégrin. Le roi décide alors en 1929 de mettre fin à la constitution et de rebaptiser le pays « royaume de Yougoslavie ». Il gouverne alors en monarque absolu dans un régime appelé dictature du 6 janvier.
Le régime policier mis en place pourchasse sans pitié tous les opposants, notamment les communistes et autonomistes croates et macédoniens. Le roi Alexandre Ier sera assassiné à Marseille en 1934 par un nationaliste bulgare, Veličko Kerin, membre de l'Organisation révolutionnaire intérieure macédonienne. Pierre II (Petar II Karađorđević) lui succède sous la régence de Paul Karađorđević.
Au début de la Seconde Guerre mondiale, la Yougoslavie resta neutre au conflit. Mais le 25 mars 1941, le régent Paul signa à Vienne un pacte qui liait le royaume avec les puissances de l’Axe. Cette décision provoqua d’importantes manifestations à Belgrade et Pierre II, appuyé par des officiers favorables aux Alliés, organisa un coup d’État le 27 mars 1941, et le pacte fut dénoncé.
En représailles, Hitler fit alors envahir la Yougoslavie qui capitule le 17 avril 1941. Pour se mettre en sûreté, la famille royale se réfugia à l’étranger. Quant au gouvernement royal, celui-ci partit en exil au Caire, puis à Londres.
La Yougoslavie alors occupée par les Allemands fut démantelée.

## Politique

### Rois de Yougoslavie
1. 3 octobre 1929 – 9 octobre 1934 : Alexandre Ier de Yougoslavie
2. 9 octobre 1934 – 29 novembre 1945 : Pierre II de Yougoslavie

Le prétendant au trône à la suite de la mort de Pierre II de Yougoslavie le 3 novembre 1970 est Aleksandar Karađorđević, sous le nom d'Alexandre II de Yougoslavie. Depuis 2003 et l'abandon du nom « Yougoslavie », ce dernier est prétendant au trône de Serbie sous le nom d'Alexandre III.

### Régent de Yougoslavie
1. 9 octobre 1934 – 27 mars 1941 : Paul de Yougoslavie

### Premiers ministres
- Petar Živković (en) (1929-1932)
- Vojislav Marinković (sr) (1932)
- Milan Srškić (1932-1934)
- Nikola Uzunović (en) (1934)
- Bogoljub Jevtić (en) (1934-1935)
- Milan Stojadinović (1935-1939)
- Dragiša Cvetković (1939-1941)

Premiers ministres du gouvernement royal en exil au Caire et à Londres :
- Dušan T. Simović (1941-1942)
- Slobodan Jovanović (1942-1943)
- Miloš Trifunović (en) (1943)
- Božidar Purić (en) (1943-1944)
- Ivan Šubašić (1944-1945)

## Subdivision
Lors de la création du royaume des Serbes, Croates et Slovènes en 1918, les subdivisions mises en place avant la Première Guerre mondiale sont maintenues.
À la suite de la Constitution de Vidovdan en 1921 établissant un État unitaire, de nouvelles subdivisions sont créées en 1922, c'est-à-dire 33 oblasts (ou provinces) administratifs.

Banovines de Yougoslavie en 1929.

Cependant en 1929, le royaume est séparé en neuf nouvelles provinces appelées banovines (ou banats). Leurs territoires ont été dessinés selon des caractéristiques géographiques, principalement des rivières, afin de ne pas correspondre à des frontières ethniques ou des frontières d'avant-guerre. Ces provinces étaient les suivantes :
- banovine du Danube (en orange) avec pour capitale Novi Sad ;
- banovine de la Drave (en vert) avec pour capitale Ljubljana ;
- banovine de la Drina (en jaune) avec pour capitale Sarajevo ;
- banovine du Littoral (en turquoise) avec pour capitale Split ;
- banovine de la Morava (en violet) avec pour capitale Niš ;
- banovine de la Save (en beige) avec pour capitale Zagreb ;
- banovine du Vardar (en rose) avec pour capitale Skopje ;
- banovine du Vrbas (en marron) avec pour capitale Banja Luka ;
- banovine de la Zeta (en rouge clair) avec pour capitale Cetinje.

La ville de Belgrade, avec celle de Zemun et celle de Pančevo, était une entité administrative indépendante des banovines.
En 1939, l'accord Cvetković-Maček permet la création de la Banovine de Croatie à partir des anciennes banovines de la Save, du Littoral et des parties de celles du Danube, de la Drina, du Vrbas et de la Zeta.